# 陣野原涼
陣野原 涼（じんのはら りょう、1994年10月30日 - ）は、ジャパンラグビーリーグワン清水建設江東ブルーシャークスに所属するラグビー選手。

## プロフィール
- 福島県出身。
- ポジションはプロップ(PR)。
- 身長 184 cm、体重 123 kg
- ニックネームはじん。

## 略歴
2013年、松韻学園福島高校卒業後、流通経済大学に入る。
2017年、流通経済大学卒業後、清水建設ブルーシャークス(現・清水建設江東ブルーシャークス)に加入。同年9月9日に行われたトップイーストリーグDiv.1第1節の秋田ノーザンブレッツ戦に先発出場で公式戦初出場を果たす。